# Mrk (roman)
Mrk (izvirno angleško Eclipse) je roman Stephenie Meyer, tretji v seriji Somrak.

## Zgodba
Zveza Belle Swan in vampirja Edwarda Cullena, glavnih junakov iz serije Somrak, se je v prejšnji knjigi (Mlada luna) znašla na preizkušnji. Vendar se Bella in Edward pobotata. Belli pa še vedno grozi nevarnost, saj jo vampirka Victoria še naprej vztrajno lovi, da bi maščevala smrt svojega ljubimca, Jamesa. Tokrat si ustvari vojsko iz novorojenih vampirjev, ki so toliko močnejši. Da bi Bello rešili, se vampirji povežejo s svojimi naravnimi sovražniki, volkodlaki, katerih član je Bellin prijatelj, Jacob Black s katerim se je Bella zelo povezala (gl. Mlado luno).
Volkodlaki in vampirji na podlagi videnj ene izmed Edwardovih sester, Alice skujejo načrt za boj proti Victorii in njenim tropom novorojenih vampirjev, Bella pa še vedno meni, da bi bilo najbolje, da tudi njo spremenijo v vampirko, vendar ta ideja ni najbolj po godu Edwardu.
Ko končno pride do težko pričakovanega in skrbno načrtovanega spopada med Victorio in novorojenimi vampirji proti Cullenovim in volkodlaki, pa seveda zmaga kombinacija vampirjev in volkodlakov.
Ko pa se med bojem Jacob hudo rani, mu pri okrevanju pomaga zdravnik Carlisle Cullen. Edward in Bella se zaročita, Jacob pa umira od bolečine, saj Bello neskončno ljubi. Nazadnje se preobrazi v volka in odide iz La Pusha.
Ljubezenski trikotnik se razplete v romanu Jutranja zarja.

## Film
V filmu Mrk so glavnim junakom videz posodili Kristen Stewart (Bella Swan), Robert Pattinson (Edward Cullen), Taylor Lautner (Jacob Black), Bryce Dallas Howard (Victoria, Ashley Greene (Alice Cullen), Nikki Reed (Rosalie Hale), Kellan Lutz (Emmett Cullen), Jackson Rathbone (Jasper Hale), Peter Facinelli (Carlisle Cullen), Elizabeth Reaser (Esme Cullen), Chaske Spencer (Sam Uley) in Boo Boo Stewart (Seth Clearwater).